# Neolamprologus sexfasciatus
Neolamprologus sexfasciatus – gatunek słodkowodnej ryby z rodziny pielęgnicowatych (Cichlidae). Hodowany w akwariach.

## Występowanie
Gatunek endemiczny – występuje w litoralu skalnym południowej części jeziora Tanganika w Afryce, na głębokości 5 m.

## Opis
Ciało bocznie spłaszczone, wygrzbiecone. Sześć czarnych, pionowych pasów od grzbietu do granicy części brzusznej. Siódmy na czole pomiędzy oczami. Szeroki otwór gębowy z grubymi wargami. Duże oczy. Niebieskie krawędzie płetw. Znane są trzy formy barwne: niebieska, żółta i żółto-biała.
Długość ciała do 15 cm.
Dymorfizm płciowy słabo uwidoczniony.
Ryby terytorialne, agresywne, wyznaczają duże rewiry, których zaciekle bronią. Dobierają się w pary (gatunek monogamiczny). Za swoją kryjówkę i miejsce rozrodu obierają groty lub szczeliny skalne.
| Zalecane warunki w akwarium | Zalecane warunki w akwarium          |
| --------------------------- | ------------------------------------ |
| Zbiornik                    | duże, minimum 120 cm dla jednej pary |
| Temperatura wody            | 25–28 °C                             |
| Twardość wody               | twarda 8–25°n                        |
| Skala pH                    | 7,5–8,5                              |
| Pokarm                      | żywy, mrożony i suchy                |